# Macrosteles albicostalis
Macrosteles albicostalis är en insektsart som beskrevs av Vilbaste 1968. Macrosteles albicostalis ingår i släktet Macrosteles och familjen dvärgstritar. Inga underarter finns listade i Catalogue of Life.